# 前进镇 (乌什县)
前进镇，是中华人民共和国新疆维吾尔自治区阿克苏地区乌什县下辖的一个乡镇级行政单位。
2015年4月3日，新疆维吾尔自治区人民政府批复同意撤销依麻木乡建制，设立依麻木镇。

## 行政区划
前进镇下辖以下地区：
玉斯屯克和田村、库尔干村、汗都村、勒乌金村、亚巴希村、拜什铁热克村、托万克麦盖提村、马场村、汗代克吉然村、托甫浪吉然村、吉然村、尤喀克喀尕吐尔村、托万克喀尕吐尔村、库如克玉吉买村、铁提尔村和乌鲁克亚依拉克村。